# Jean de Toledo
Jean de Toledo, né le 8 octobre 1911 à Genève, et mort le 10 avril 2012 à l'âge de cent ans, est un entrepreneur et une personnalité politique genevoise, membre du Parti radical-démocratique.

## Biographie
Fils de Victor de Toledo, descendant d'une famille juive originaire d'Espagne et de Turquie, et d'Angela Colafelice, catholique italienne originaire d'Altamura, dans la région des Pouilles, Jean de Toledo hérite de son père la première « Pharmacie Principale » créée en 1912 en ville de Genève. Pendant sa carrière, il va développer une chaîne de pharmacies sur l'ensemble du canton genevois ainsi que plusieurs marques associées qui seront regroupées sous le holding « Groupe Pharmacie Principale » en 2000, qu'il dirige jusqu'à son retrait en faveur de son fils Jean-Philippe de Toledo.
Dès la fin des années 1950, il s'engage en politique, en particulier en faveur de la construction d'un grand parking souterrain sous le lac Léman ; celui-ci verra le jour 20 ans plus tard sous le nom de « Parking du Mont-Blanc ». Député radical au Grand Conseil genevois pendant 18 ans (de 1973 à 1989) et conseiller municipal et maire de Vandœuvres, il s'engage également, sans succès, pour la réalisation d'un second parking aux Eaux-Vives ainsi que pour une traversée de la rade.